# Menhire von Zollino
Die Menhire von Zollino stehen in der Gemeinde Zollino in der Region Salent in Apulien in Italien.

## Menhir „Della Stazione“
Der Menhir „Della Stazione“ (40° 11′ 57,5″ N, 18° 14′ 6,7″ O) steht wenige Meter westlich der „Stazione Zollino“ (40° 11′ 56,5″ N, 18° 14′ 14″ O) von dem der Name des Mehirs stammt. Die imposante schlanke 4,3 m hohe nahezu quadratische (30 × 40 cm) Säule wurde im 2. oder 1. Jahrtausend v. Chr. aufgerichtet. Sie besteht aus Gestein der Provinz Lecce. Ihre Oberfläche wirkt wie gehämmert.

## Menhir „Sant’ Anna“
Der Menhir „Sant’Anna“ (40° 12′ 7″ N, 18° 15′ 3,5″ O), der ähnlich gestaltet ist, liegt südlich des Ortes, nahe der Kirche „Chiesa di Sant’Anna“ (40° 12′ 14,2″ N, 18° 14′ 58,1″ O). Der Stein ist 3,1 m hoch. Auf seiner Nordseite ist ein Kreuz eingraviert. Die Legende erzählt, dass in der Nähe der Stele das Domizil eines mächtigen Stammes lag, dessen Häuptling an dieser Stelle mit all seinen Schätzen begraben wurde und zu dessen Ehre der Menhir errichtet wurde.